# Фройденталь
Фройденталь (нім. Freudental) — громада в Німеччині, розташована в землі Баден-Вюртемберг. Підпорядковується адміністративному округу Штутгарт. Входить до складу району Людвігсбург.
Площа — 3,07 км2. Населення становить 2563 ос. (станом на 31 грудня 2020).